# مجلة التعليم التحويلي
تعد مجلة التعليم التحويلي مجلة أكاديمية تتم مراجعتها من قبل الأقران وتنشر أوراقًا أربع مرات سنويًا في مجال التعليم. محررو المجلة هم تشاد هوغان (جامعة ولاية كارولينا الشمالية)، وفيرغال فينيغان (جامعة أيرلندا الوطنية، ماينوث)، وكايسو مالكي (جامعة تامبيري). تم نشره منذ عام 2003 ويتم نشره حاليًا بواسطة منشورات اس إي جي إي.

## نطاق
تركز مجلة التعليم التحويلي على تعزيز فهم وممارسة وتجربة التعليم التحويلي. تنشر المجلة مقالات التي قد تختبر المنظورات النظرية الحالية وتبني عليها وتطورها. تهدف مجلة التعليم التحويلي إلى استكشاف القضايا الدولية والثقافات المتعددة للنظرية وممارسة التعلم التحويلي.

## الاستخلاص والفهرسة
مجلة التعليم التحويلي ملخصة ومفهرسة في قواعد البيانات التالية:
- مصدر الأعمال كاملة
- مصدر الأعمال رئيس الوزراء
- سكوبس
- زيتوك

## روابط خارجية
- الموقع الرسمي